# Dębica
Dębica är en stad i sydöstra Polen, i Nedre Karpaternas vojvodskap, belägen vid floden Wisłoka. Före 1945 tillhörde Dębica Krakows vojvodskap, efter slutet av andra världskriget blev den en del av den nyskapade Rzeszóws vojvodskap.   

### Webbkällor
- Dębica, Poland